# Вогневий вал

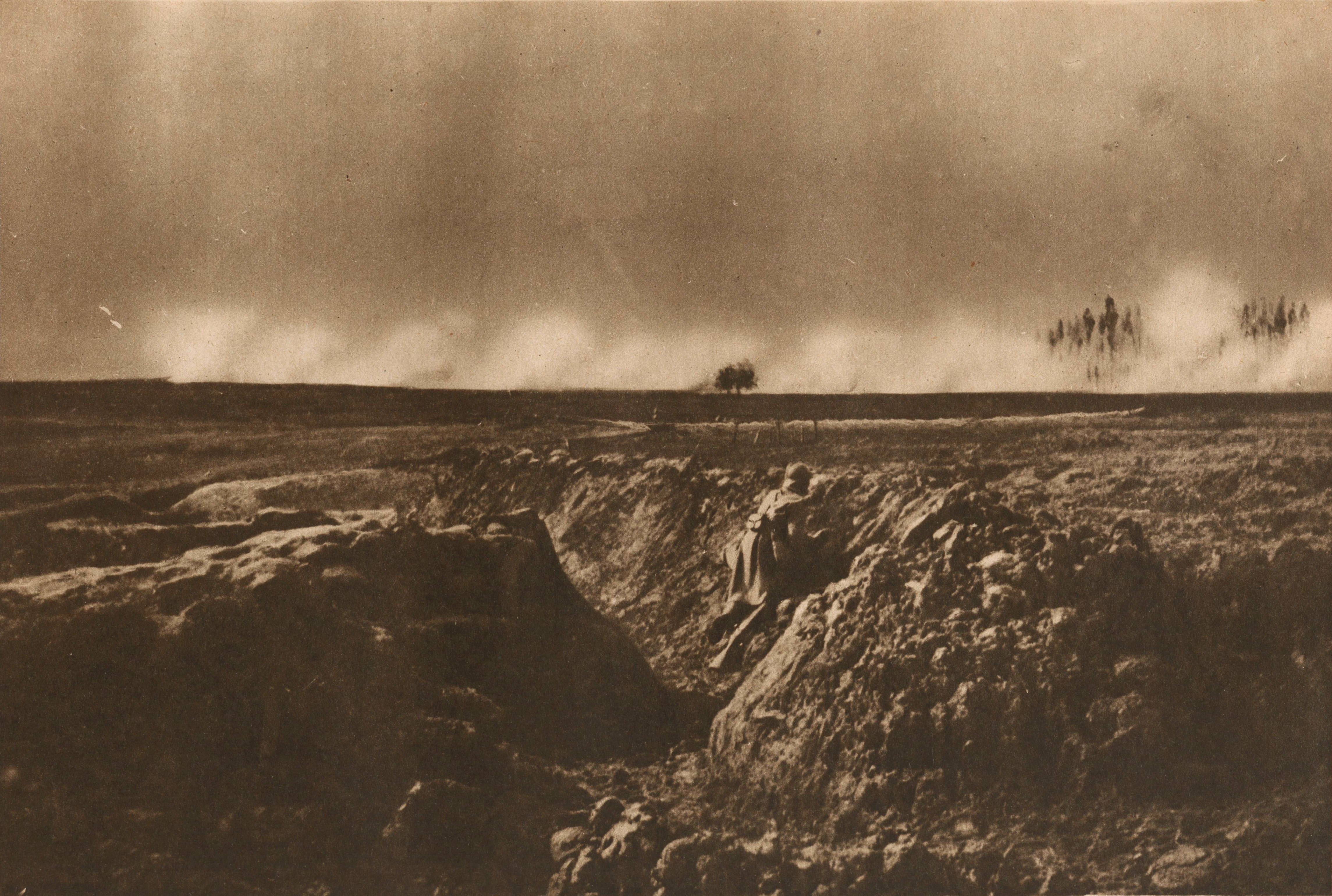
«Вогневий вал» у Першій світовій війні на території французької комуни Краонн у 1917 році.

Вогне́вий вал — вид артилерійського вогню, при якому чимало артилерійських батарей та дивізіонів веде вогонь, створюючи суцільну вогневу завісу на завчасно намічених рубежах попереду загальновійськових підрозділів противника, що атакують. По найважливіших опорних пунктах в системі вогневого валу може передбачатися ведення зосередженого вогню.
Для ведення вогневого валу призначаються основні, і між ними — проміжні рубежі ведення вогню. Тривалість ведення вогню по основних рубежах залежить від часу, який необхідний підрозділам противника на подолання відстані між рубежами. По кожному проміжному рубежу вогонь ведеться кілька хвилин.
Звичайно, до ведення вогню по рубежах вогневого валу залучається ствольна артилерія, а для ведення зосередженого вогню в системі вогневого валу — міномети і реактивна артилерія.